# クレンショー郡 (アラバマ州)
クレンショー郡（英: Crenshaw County）は、アメリカ合衆国アラバマ州の南部に位置する郡である。2010年国勢調査での人口は13,906人であり、2000年の13,665人から1.8%増加した。郡庁所在地はルバーン市（人口2,800人）であり、同郡で人口最大の都市でもある。郡名はアンダーソン・クレンショー判事に因んで名付けられた。

## 歴史
クレンショー郡は1866年11月30日に設立された。

## 地理
アメリカ合衆国国勢調査局に拠れば、郡域全面積は610.88平方マイル (1,582.2 km2)であり、このうち陸地609.58平方マイル (1,578.8 km2)、水域は1.30平方マイル (3.4 km2)で水域率は0.21%である。領域の大半は森林であり、林業が行われている。

### 主要高規格道路
- アメリカ国道29号線
- アメリカ国道331号線
- アラバマ州道10号線
- アラバマ州道97号線
- アラバマ州道106号線

### 隣接する郡
- モンゴメリー郡 - 北
- パイク郡 - 東
- コフィー郡 - 南東
- コビントン郡 - 南
- バトラー郡 - 西
- ラウンズ郡 - 北西

## 人口動態
以下は2000年の国勢調査による人口統計データである。
| 基礎データ - 人口: 13,665人 - 世帯数: 5,577 世帯 - 家族数: 3,892 家族 - 人口密度: 9人/km2（22人/mi2） - 住居数: 6,644軒 - 住居密度: 4軒/km2（11軒/mi2） 人種別人口構成 - 白人: 73.82% - アフリカン・アメリカン: 24.79% - ネイティブ・アメリカン: 0.37% - アジア人: 0.11% - 太平洋諸島系: 0.01% - その他の人種: 0.20% - 混血: 0.70% - ヒスパニック・ラテン系: 0.64% | 年齢別人口構成 - 18歳未満: 24.7% - 18-24歳: 7.9% - 25-44歳: 26.3% - 45-64歳: 23.9% - 65歳以上: 17.1% - 年齢の中央値: 39歳 - 性比（女性100人あたり男性の人口） - 総人口: 89.8 - 18歳以上: 83.6 世帯と家族（対世帯数） - 18歳未満の子供がいる: 31.0% - 結婚・同居している夫婦: 50.7% - 未婚・離婚・死別女性が世帯主: 15.4% - 非家族世帯: 30.2% - 単身世帯: 28.2% - 65歳以上の老人1人暮らし: 14.7% - 平均構成人数 - 世帯: 2.42人 - 家族: 2.96人 | 収入と家計 - 収入の中央値 - 世帯: 26,054米ドル - 家族: 31,724米ドル - 性別 - 男性: 27,286米ドル - 女性: 17,703米ドル - 人口1人あたり収入: 14,565米ドル - 貧困線以下 - 対人口: 22.1% - 対家族数: 18.6% - 18歳未満: 28.3% - 65歳以上: 23.5% |

## 都市と町

### 都市
- ルバーン - 郡庁所在地

### 町
- ブラントリー
- ドジャー
- グレンウッド
- ペトリー
- ラトリッジ

### 未編入の町
- ハイランドホーム
- オナラビル